# Ohukotsu (rzeka)
Ohukotsu (est. Ohukotsu jõgi) – rzeka w zachodniej Estonii. Rzeka wypływa z okolic wsi Ohukotsu w gminie Märjamaa. Na południe od wsi Varbola wpada do rzeki Vardi. Ma długość 12,1 km i powierzchnię dorzecza 42,7 km².